# Kirimetiyagara
Kirimetiyagara (soms gespeld als Kirimatiyagara) is een dorp in het westen van Sri Lanka. De afstand tot Colombo, de belangrijkste handelsstad van Sri Lanka, bedraagt ongeveer 15 km. De dichtstbijzijnde stad is Kadawatha, op de weg naar Kandy. De katholieke kerk van St Anthony's is het belangrijkste gebouw van Kirimetiyagara.